# Jenő Hégner-Tóth
Jenő Hégner-Tóth (Budapest, 17 aprile 1892 – Humenné, 10 giugno 1915) è stato un nuotatore e pallanuotista ungherese.
È stato un membro dell'Ungheria, che ha partecipato ai Giochi di Stoccolma 1912.
Era stato scelto per partecipare, come nuotatore, ai Giochi di Londra 1908, ma alla fine decise di non prenderne parte.
Arruolatosi nell'esercito nel 1914, perse la vita sul campo di battaglia nell'allora Cecoslovacchia.